# Libocedrus chevalieri
Libocedrus chevalieri är en cypressväxtart som beskrevs av J.T. Buchholz. Libocedrus chevalieri ingår i släktet Libocedrus och familjen cypressväxter. IUCN kategoriserar arten globalt som akut hotad. Inga underarter finns listade i Catalogue of Life.